# Dušan Merc
Dušan Merc (* 8. August 1952 in Ljubljana, Jugoslawien) ist ein slowenischer Schriftsteller.

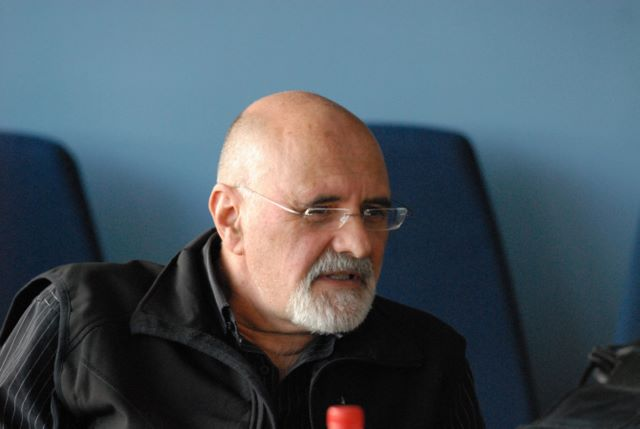
Dušan Merc, 2011

## Leben und Werk
Merc studierte Vergleichende Literaturwissenschaft und Literaturtheorie an der Philosophischen Fakultät der Universität Ljubljana. Nach dem Studium unterrichtete er an verschiedenen Schulen und wurde 1985 Direktor der Grundschule Prule in Ljubljana.
Er ist Autor zahlreicher Romane und Kurzprosabände, für die er mehrmals für den Kresnik-Preis und den Preis des Prešeren-Fonds nominiert war. Darüber hinaus ist er der slowenischen Öffentlichkeit als Autor von kritischen Kolumnen in slowenischen Medien bekannt.
2019 wurde er zum Präsidenten des Slowenischen Schriftstellerverbands gewählt und 2023 im Amt bestätigt.

## Publikationen

### Romane
- Galilejev lestenec. Ljubljana: Literarno-umetniško društvo Literatura, 1996.
  - dt. Übersetzung: Die Hexe und der Apotheker: Roman. Aus dem Slowenischen von Marina Horak. München: Slavica Verlag Dr. Anton Kovač, 2002.
- Sarkofag. Ljubljana: Študentska založba, 1997.
- Slepi potnik. Ljubljana: Študentska založba, 1999.
- Potažba. Ljubljana: Cankarjeva založba, 2001.
- Čista ženska. Ljubljana: Revija Glamur, 2002.
- Jakobova molitev: Roman. Ljubljana: Literarno-umetniško društvo Literatura, 2003.
- Potopljeni zvon. Bled: samozaložba, 2004.
- Šesta knjiga sanj. Ljubljana: Študentska založba, 2006.
- Dantejeva smrt. Maribor: Litera, 2007.
- Resničnostna predstava in utopija. Radovljica: Didakta, 2009.
- Ne dotikaj se me: Roman o ljubezni. Ljubljana: LUD Literatura, 2010.
- Pedagoški triptih. Ljubljana: Beletrina, 2011.
- Planet žensk. Maribor: Litera, 2011.
- Življenje sintagmatov. Maribor: Litera, 2015
- Slepe miši. Ljubljana: Beletrina, 2018.
- Črna maska: fragmenti iz življenja Marija Kogoja. Ljubljana: Slovenska matica, 2020.
- Picerist. Goga, 2023

### Kurzprosa
- Golo mesto: Kratke zgodbe. Ljubljana: Študentska založba, 2003.
- Pega v očesu: Kratke zgodbe. Maribor: Litera, 2004.
- Akacijev drevored. Ljubljana: LUD Literatura, 2006.